# Leogorgon
Leogorgon klimovensis
Genre
Espèce
Leogorgon (littéralement « Gorgone de Léo ») est un genre éteint de thérapsides douteux ayant vécu durant la fin du Permien dans ce qui est aujourd'hui le Nord de la Russie européenne. Une seule espèce est connue, Leogorgon klimovensis, décrite en 2003 par le paléontologue russe Mikhaïl Feodosievitch Ivakhnenko, et nommée en l'honneur de son collègue Leonid Petrovitch Tatarinov.
Ce genre est à l'origine classé comme un gorgonopsien de la sous-famille des rubidgeinés, et aurait été donc le premier membre de ce groupe à avoir vécu en dehors d'Afrique, si cette identification serait restée valide. Cependant, il peut plutôt s'agir d'une combinaison d'une canine de gorgonopsien et de la boîte crânienne d'un dicynodonte, et donc d'un possible taxon poubelle.

## Historique
L'espèce Leogorgon klimovensis est officiellement décrit en 2003 par le paléontologue Mikhaïl Feodosievitch Ivakhnenko en honorant le nom de son collègue Leonid Petrovitch Tatarinov. L'holotype, catalogué PIN 4549/13, est une boîte crânienne partielle provenant de la localité de Klimovo-1, situé dans l'oblast de Vologda, en Russie, et appartient à l'assemblage faunique de Sokolki. Ivakhnenko attribue une incisive de la même localité à la nouvelle espèce. Il interprète les fossiles comme représentant un grand gorgonopsien appartenant à la sous-famille des rubidgeinés, le premier trouvé en dehors d'Afrique, et note qu'il est particulièrement similaire à Dinogorgon.
Cinq ans plus tard, en 2008, Ivakhnenko note qu'en raison de son anatomie mal connue, Leogorgon pourrait être un parent des phtinosuchidés (en) plutôt que d'être un représentant russe des rubidgeinés. En 2016, le paléontologue Christian Kammerer rejette formellement cette classification, car les caractéristiques qui, selon Ivakhnenko, soutient son affectation à Rubidgeinae sont en fait présentes chez d'autres gorgonopsiens, et que la boîte crânienne n'a aucune caractéristique du groupe et peut provenir d'un dicynodonte. La canine est celle d'un gorgonopsien, mais ne peut être distinguée des canines de son contemporain Inostrancevia. Deux ans plus tard, en 2018, Kammerer et son collègue Vladimir Masyutin montrent des preuves qui suggèrent que les gorgonopsiens africains forment un groupe endémique, rendant la validité de Leogorgon incertaine.